# وعد كمبن

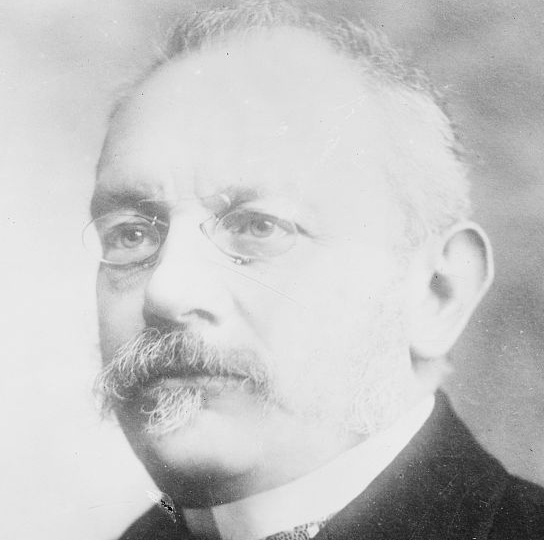
جول كمبن

وعد كمبن أو تصريح كمبن، هو تصريح لجول كمبن السكرتير العام لوزارة الخارجية الفرنسية في 4 حزيران 1917. يشبه وعد بلفور في مضمونه بمعنى أنه وعد لإقامة «الوطن القومي اليهودي» في فلسطين. إلا انه سبق وعد بلفور بعدة أشهر.

## النص
نص التصريح:
| في الرابع من جوان/ حزيران سنة 1917م إلى السيد ناحوم سوكولوف إنك تقدر أنه إذا حتمت الظروف وتأكد استقلال الأماكن المقدسة، فإنه سيكون من العدل والإنصاف أن نساهم، من خلال الدول المتحالفة، في إحياء الجنسية اليهودية على أرضها الخاصة بها حيث الشعب الإسرائيلي كان قد طرد منذ قرون عديدة خلت. إن الحكومة الفرنسية التي اشتركت في الحرب الحاضرة للدفاع عن الشعوب التي تعرضت للاعتداء الظالم، والتي تواصل المعركة لضمان انتصار الحق على القوة، لا يمكنها إلا أن تبرهن على تعاطفها مع قضيتكم التي يرتبط انتصارها بانتصار الحلفاء. جول كمبن، الأمين العام لوزارة الخارجية. |

### كيفية انتزاع الوعد
ظهر النفوذ اليهودي في فرنسا في قضية الضابط اليهودي دريفوس الذي اتهم بنقل أسرار عسكرية إلى السفارة الألمانية في باريس. وصدر الحكم على هذا الضابط في 22 ديسمبر من عام 1894، بتجريده من رتبته العسكرية، وطرده من الخدمة، وسجنه مدى الحياة في جزيرة الشيطان. وأثار أمر هذا الضابط الرأي العام الفرنسي الذي اعتبره خائنا في حق الوطن، وشغل الصحافة والمسؤولين، وسقطت وزارات عدة بسببه، كما انتحر العديد من المسؤولين آنذاك.
ولعب اليهود الفرنسيون دورا كبيرا في تصعيد الأزمات التي أثارتها القضية في الحياة السياسية في فرنسا. كما استغلها زعيم الحركة الصهيونية تيودور هرتزل الذي كان مقيما في باريس في ذلك الوقت، لإثارة المشاعر في فرنسا وأوروبا لدى اليهود لأنهم عللوا أسباب القضية بمعاداة السامية عند بعض المسؤولين.
وأثار الروائي الفرنسي المعروف إميل زولا قضية دريفوس في كتاباته حين هاجم المعادين للسامية في فرنسا.
وخضعت الحكومة الفرنسية للضجة التي أثارها اليهود وأصدقاؤهم، وجيء بالضابط من منفاه، وأعيدت محاكمته، وصدر قرار ببراءته من التهم الموجهة إليه، ومنح وسام الشرف، كما أعيد للخدمة في الجيش من جديد. واعتبرت قضية دريفوس مثالا على النفوذ اليهودي في فرنسا الذي بدأ يقوى ويشتد، والذي استطاع تحويل قضية ضابط اتهم بالخيانة إلى ضابط حكم عليه بالبراءة ومنح وسام الشرف.
واستغل اليهود الفرنسيون القضية بعد ذلك بسنوات، من أجل أن توافق الحكومة الفرنسية على خططها في إقامة «الوطن القومي اليهودي» في فلسطين. واستطاعوا إقناعها بإصدار وعد كمبن، الذي اعتبر اعترافا رسميا من قبل فرنسا بالحركة الصهيونية يشبه وعد بلفور.
وصدر الوعد بعد لقاءات عدة تمت بين سوكولوف، وهو أحد زعماء الحركة الصهيونية وممثلها في باريس، ورئيس الوزراء الفرنسي ريبو والسكرتير العام لوزارة الخارجية جول كمبن.
وطالب سوكولوف أن تصدر الحكومة الفرنسية بيانا مكتوبا تعبر فيه عن عطفها على أهداف الحركة الصهيونية فيما يختص بقيام دولة يهودية في فلسطين. واستجابت الحكومة الفرنسية ونشرت في الرابع من يونيو 1917، إعلانا صريحا عبرت فيه عن عطفها على المخطط الصهيوني بإقامة وطن قومي لليهود في فلسطين التي نفي منها «شعب إسرائيل». وخضعت منذ ذلك الوقت معظم الحكومات الفرنسية للابتزاز اليهودي، خوفا من اتهامها بـ «اللاسامية».

## وصلات خارجية
- (بالإنجليزية) Cambon Declaration - Dictionary of the Israeli-Palestinian Conflict